# Saint-Raphaël (Dordoña)
 Saint-Raphaël  es una población y comuna francesa, situada en la región de Aquitania, departamento de Dordoña, en el distrito de Périgueux y cantón de Excideuil.

## Demografía
| 120 | 112 | 89 | 93 | 109 | 93 |
| Para los censos de 1962 a 1999 la población legal corresponde a la población sin duplicidades (Fuente: INSEE [Consultar]) |     |    |    |     |    |